# Johan Erikson
Pour les articles homonymes, voir Erikson.
Johan Erikson (né le 20 janvier 1985) est un sauteur à ski suédois.

## Palmarès

### Championnats du monde
| Épreuve / Édition | Oberstdorf 2005 | Liberec 2009 |
| Petit Tremplin    |                 | 39e          |
| Grand Tremplin    | 48e             | 36e          |

### Championnats du monde de vol à ski
| Épreuve / Édition | Planica 2004 | Oberstdorf 2008 |
| Individuel        | 38e          |                 |
| Par Equipes       |              | 11e             |

### Coupe du monde
- Meilleur classement final: 38e en 2004.
- Meilleur résultat: 16e.

### Championnats de Suède
- En combiné nordique, il a remporté le titre en 2010.
- En saut à ski (de), il a remporté le titre sur le petit tremplin en 2003 et 2004. Sur le grand tremplin, il remporte le titre en 2003, 2004, 2005 et 2006.